# 山中慎介
山中 慎介（やまなか しんすけ、1982年10月11日 - ）は、日本の元プロボクサー。滋賀県湖南市出身。帝拳ボクシングジム所属。元WBC世界バンタム級王者。
入場曲はドラマ『龍馬伝』のテーマ曲。

## 来歴

### アマチュア
小中学校時代は野球をしていたが、辰吉丈一郎がシリモンコンをKOで下してWBC世界バンタム級王座を奪還した試合を見て辰吉に憧れ、南京都高校入学後にボクシングを始める。高校時代には同学年だった李冽理（後のWBA世界スーパーバンタム級王者）と公式戦での対戦経験の他、2000年とやま国体では、決勝で当時習志野高1年生の粟生隆寛（後のWBC世界スーパーフェザー級王者、同フェザー級王者）を降しての少年バンタム級での優勝経験がある。他にインターハイ2位の経歴も持っている。当初はオーソドックスであったが、顧問の指導によりサウスポーになった。（後にスポーツ新聞の現役アスリートの紹介、インタビュー欄にて、自身が両利きである事を新聞記者に明かしている。（元々は左利きで、少年期に祖母に半ば無理やりに利き手の矯正をされたため、中途半端な矯正になってしまい、箸を持つ時や学生野球等でボールを投げる際は右手、ペンや包丁を使う時は左手、サッカーでボールを蹴る時は左足であると山中本人が記者に語っている。））
専修大学進学後はボクシング部の主将を務めた。自身は大学卒業と同時にグローブを吊るすつもりでいたが、大学4年生時の国体で不本意な成績に終わったことからプロ入りを決意。粟生が所属する帝拳ボクシングジムへ入門する。

### プロ時代
2006年1月7日、東京都文京区の後楽園ホールでの高橋仁（角海老宝石）戦でプロデビュー。デビュー戦は6回判定勝ち。しかし2戦目では引き分けその後苦戦しながらも勝ち進んで行く。
2010年6月20日、大阪府大阪市住吉区の住吉区民センターで日本バンタム級王者の安田幹男（六島）と対戦し、7回50秒TKO勝ちを収め王座獲得に成功した。
2011年3月5日、岩佐亮佑（セレス）と対戦し、10回TKO勝ちを収め日本王座の初防衛に成功した。
2011年11月6日、17戦目で世界初挑戦。東京都渋谷区の国立代々木競技場第二体育館で元WBC世界バンタム級シルバー王者でWBC世界バンタム級2位のクリスチャン・エスキベル（メキシコ）とWBC世界バンタム級王座決定戦を争う。この試合は当初、既に、指名挑戦者決定戦が行われエスキベルが指名挑戦者であったが、再度、同級次期挑戦者決定戦として開催される予定だった。しかしWBCの規定では、指名試合ではなく、選択試合で新王者となった者は前王者の指名期限を継承すると定められており、同級王者のノニト・ドネア（フィリピン）が王座獲得後、9ヵ月経過しても指名試合を行っていないという理由で、山中の試合が行われる前に、王者を剥奪され、試合2日前になって急遽、王座決定戦に変更となった。
そして試合は中盤に両者ダウンを奪い合う一進一退の攻防から主導権を奪うと第11ラウンドに猛攻を仕掛け、1分28秒TKO勝ち。無敗のまま世界王座獲得に成功した。この試合では、ジムの先輩でリング禍により死去した辻昌建の名前を刺繍したトランクスで挑んだ。また日本国内のボクシングジム所属の男子現役世界王者は日本ボクシング史上最多の8人になった。
決定戦で新王者となった山中は、WBC規定によりWBC世界バンタム級シルバー王者でWBC世界バンタム級1位でIBF世界バンタム級王者でもあるアブネル・マレスとの対戦義務を負うため、WBC・IBF王座統一戦の可能性を本田明彦帝拳ジム会長が示唆したが、マレスがスーパーバンタム級に転向したため対戦は実現しなかった。
2012年4月6日、東京国際フォーラムで元世界2階級制覇王者でWBC世界バンタム級4位のビック・ダルチニアン（オーストラリア）と対戦し、5回に左のクロスカウンターで右目上をカットさせ、10回に右でぐらつかせるなど、インファイトで挑んでくるダルチニアンをアウトボクシングで翻弄し、「9」まで伸びていた連続KOこそ止まったものの、12回3-0（117-111、2者が116-112）の判定勝ちを収め、初防衛に成功した。
2012年11月3日、宮城県仙台市のゼビオアリーナ仙台で元WBC世界スーパーフライ級王者でWBC世界バンタム級7位のトマス・ロハス（メキシコ）と対戦し、強烈な左ストレートが決まりロハスが頭から落ちるダウンを奪いロハスは失神。7回36秒KO勝ちを収め、2度目の防衛に成功した。
2013年4月8日、東京・両国国技館で元WBC世界フライ級王者でWBC世界バンタム級1位のマルコム・ツニャカオ（フィリピン）と対戦し、3度のダウンを奪い12回1分57秒TKO勝ちを収め、3度目の防衛に成功した。
2013年8月12日、東京・大田区総合体育館WBOラテンアメリカバンタム級王者でWBC世界バンタム級7位のホセ・ニエベス（プエルトリコ）と対戦。山中の左ストレートがニエベスの顔面に炸裂しダウンを奪い、そのまま試合終了。1回2分40秒KO勝ちを収め、4度目の防衛に成功した。
2013年11月10日、両国国技館でWBCインターナショナルバンタム級シルバー王者でWBC世界バンタム級8位のアルベルト・ゲバラ（メキシコ）と対戦。なお、この試合は前戦から約3ヵ月後に行われたが、山中に残ったダメージが軽微であったために行うことが出来た。8回に左ストレートでダウンを奪うと、連打を入れてこの回2度目のダウンを与え、さらに9回もダウンを奪い9回25秒KO勝ちを収め、5度目の防衛に成功した。
2013年12月19日、WOWOWエキサイトマッチの収録にて、WBC世界スーパーバンタム級王者のレオ・サンタ・クルスとの対戦を希望していると発言。ボクシングファンにラスベガスでのビッグマッチを期待されている。
2014年4月23日、大阪府大阪市中央区の大阪城ホールで元EBU欧州バンタム級王者でWBC世界バンタム級3位のシュテファーヌ・ジャモエ（ベルギー）と対戦。2回に1度、8回に2度のダウンを奪い、さらに9回の序盤にもダウンを奪った末レフェリーが試合をストップ。9回11秒TKO勝ちを収め、6度目の防衛に成功した。
2014年10月22日、国立代々木第二体育館で元WBC世界スーパーフライ級王者でWBC世界バンタム級1位のスリヤン・ソー・ルンヴィサイ（タイ）と対戦し、7回にこの試合最初のダウンを奪い、8回にも右アッパーから左ストレートのコンビネーションを叩き込み、この試合2度目のダウンを奪い、9回にも左ボディでこの試合3度目のダウンを奪う。レフェリーのロングカウントの影響もありKO勝利は「5」でストップしたものの、12回3-0（114-110、116-108、115-109）の判定勝ちを収め、7度目の防衛に成功した。11月15日、山中をWBCの2014年11月度の月間優秀選手に選出された。
2015年4月16日、大阪府立体育会館でWBCラテンアメリカバンタム級暫定王者でWBC世界バンタム級7位のディエゴ・サンティリャン（アルゼンチン）と対戦。右ジャブを有効に使い序盤から的確にパンチをまとめ、6回に左ストレートでダウンを奪い、7回のダウンでサンティリャンは立ち上がることができず7回36秒KO勝ちを収め、8度目の防衛に成功した。
2015年9月22日、大田区総合体育館で元WBA世界バンタム級スーパー王者でWBC世界バンタム級2位のアンセルモ・モレノ（パナマ）と対戦し、右ジャブの差し合いとなる展開が続く中、中盤以降は距離が縮まったこともあり、お互いのパンチが当たりだす。9回には右フックでぐらつく、10回に左ストレートでぐらつかせるなど一進一退の攻防で12回を戦い抜き、12回2-1（2者が115-113、113-115）の判定勝ちを収め、9度目の防衛に成功した。
2016年3月4日、京都府の島津アリーナ京都で元WBA世界スーパーフライ級王者でWBC世界バンタム級3位のリボリオ・ソリス（ベネズエラ）と対戦し、2回に右フックでダウンを奪うが3回に2度のダウンを奪われあわやストップ寸前まで追い詰められる波乱の展開になった。しかし9回にスリップ気味のダウンを奪い返し、ソリスに連取された3回と4回の失点に留め、12回3-0（3者とも117-107）の判定勝ちを収め、10度目の防衛に成功した。3月8日、山中はWBCの2016年2月度の月間MVPに選出された。この試合後、リングマガジンのパウンド・フォー・パウンドランキングで8位にランクインした。
2016年9月16日、大阪府立体育会館で元WBA世界バンタム級スーパー王者でWBC世界バンタム級1位のアンセルモ・モレノと11ヵ月ぶりに再戦し、7回1分9秒TKO勝ちを収め、11度目の防衛に成功、リングマガジン同誌認定王座獲得にも成功した。
2017年3月2日、両国国技館で行われた「ワールドプレミアムボクシング25」でWBC世界バンタム級9位でNABF北米バンタム級王者のカルロス・カールソン（メキシコ）と対戦。序盤より幾度となくダウンを奪うなど有利な展開で試合を進め、7回57秒でTKO勝ちを収め、12度目の防衛に成功した。
2017年8月15日、島津アリーナ京都でWBC世界バンタム級1位のルイス・ネリ（メキシコ）と対戦し、プロ初黒星となる4回2分29秒TKO負けを喫し、13度目の防衛に失敗、1980年10月12日に具志堅用高が打ち立てた日本人男子ボクサーとして最多となる13連続世界王座防衛記録にあと一歩届かず5年9ヵ月保持していた王座から陥落した。
2017年8月23日、WBCが、VADA（ボランティア・アンチ・ドーピング協会）から山中戦に先立って行われたドーピング検査で、ネリの検体からクレンブテロールに非常に酷似した禁止薬物のジルパテロールに対する陽性反応が出たと通知を受けたことを公式サイト上で発表した。マウリシオ・スライマンWBC会長はB検体の分析を通告し、メキシコではジルパテロールを家畜を太らせるために使用するため「メキシコでは多くの（摂取の）ケースがある。ネリがその肉を食べたこともありうる」と語った。
2017年9月26日、リングマガジンはネリのB検体からもジルパテロールに対する陽性反応が出たと報道し、ネリからリングマガジン認定王座を剥奪して山中が同王座に復帰したことを発表した。この件に関しJBCにWBCからの連絡は届かなかった
。
2017年10月4日、WBCはバクーで行われた年次総会内でWBC世界バンタム級王者のルイス・ネリに対するドーピング問題の処分を下すとしていたが、年次総会内では処分を下せず調査を継続することを決定し、山中はWBC世界バンタム級1位であると発表した。尚、JBCにはWBCから「より慎重に対処する必要があるためネリに対する処分について発表しない」旨が伝えられた。
2017年10月18日、芸能やスポーツの分野で育児にいそしむパパを表彰する「イクメン・オブ・ザ・イヤー」を受賞。2児の父である山中は「いままでボクシングでいろいろな賞をいただいているが、子ども大好きな自分としては、この賞をいただけたことは本当にうれしい」と喜びのコメントをした。また自身の進退について「まだ何も決まっていないというか、（ネリのドーピング）問題もはっきしていないところがある」と回答。ネリが同年11月4日にティフアナでノンタイトル戦を行うと発表したことについて「それはびっくりしました。処分も出ていないのに、おかしな話ですね」と困惑した。
2017年10月31日、WBCは「故意にジルパテロールを摂取したという確証が得られず、汚染された食品により摂取した可能性がある」としてネリに対する処分はせず、山中とネリに対し再戦するよう指令を出した。併せて、最終報告として、WBCが進行するクリーン・ボクシング・プログラム（CBP）でネリに対するドーピング検査がVADA（ボランティア・アンチ・ドーピング協会）により2017年7月27日に行われ、同年8月22日にA検体からジルパテロールに対する陽性反応が出たとVADAから通知を受けたこと、ネリが分析を要求しなかった為にB検体は分析されなかったこと、ネリはこれまでCBPで4回受けたドーピング検査が全て陰性反応で、ジルパテロール検出後に日本で受けた3回のドーピング検査も全て陰性反応だったことなどが説明された。
2017年11月1日、WBCからのネリとの再戦指令を受け、山中は現役続行を宣言し、ネリのドーピング検査失格については「詳しいことは分からないし、自分としては再戦という判断になったことがうれしい」とWBCの決定を歓迎した。
2018年3月1日、両国国技館で行われた「ワールドプレミアムボクシング27」でWBC世界バンタム級王者のルイス・ネリと再戦し、王座への返り咲きを目指す予定だったが、前日計量でネリがバンタム級の規定体重である118ポンドを3ポンド（1.36キロ）体重超過の121ポンドを計測し試合前に王座剥奪となった。そのため試合はネリが勝つか引き分けで王座は空位となり山中が勝てば王座返り咲きとなる条件で行われ、山中が2回1分3秒TKO負けを喫したため王座は空位となった。
2018年3月26日、ホテルグランドパレスで会見を開き、正式に引退を発表した。
2018年4月25日、在住する中野区の区役所で引退式が執り行われた。

## ファイトスタイル
山中が評価されている点としては、ジャブ、左ストレート、パンチ力、フットワーク、駆け引きなどが上げられる。ストレート系主体の中間距離タイプ。
世界トップクラスとしてはパンチのバリエーションは非常に少ないが、ボクシングにおいて最も基本のコンビネーションであるワンツーを徹底して極め、回避不可の必殺技にまで昇華させている。本人曰くワンツーは20通りあるとのこと。
ダウンのほとんどはこのワンツーの左ストレートで奪っているが、2016年初めごろから右フックの強化にも力を入れ、ソリス戦では右フックのカウンターでダウンを奪っている。しかし逆にこの右フックにカウンターを合わされ、ダウンを奪われてしまっているなど課題が残っている。
元々オーソドックスであったもののサウスポーに変更した事実から、コンバーテッドサウスポー（右利きサウスポー）と、ボクシングファンや関係者等から勘違いされることが非常に多いが、山中は生来左利きでありナチュラル（純粋）なサウスポー。(山中本人は、現在は自身が両利きである事を周囲の関係者たちには公言している。)

## 戦績
- アマチュアボクシング：47戦 34勝 (10KO・RSC) 13敗
- プロボクシング：31戦 27勝 (19KO) 2敗 2分

| 戦           | 日付           | 勝敗 | 時間     | 内容    | 対戦相手                           | 国籍           | 備考                              |
| ------------ | -------------- | ---- | -------- | ------- | ---------------------------------- | -------------- | --------------------------------- |
| 1            | 2006年1月7日   | ☆    | 6R       | 判定3-0 | 高橋仁（角海老宝石）               | 日本           | プロデビュー戦                    |
| 2            | 2006年8月23日  | △    | 5R       | 判定1-1 | 横枕敬治（フラッシュ赤羽）         | 日本           |                                   |
| 3            | 2006年12月16日 | ☆    | 2R 0:41  | TKO     | 佐藤祐太（横浜光）                 | 日本           |                                   |
| 4            | 2007年4月7日   | ☆    | 2R 2:34  | TKO     | 佐藤武夫（グリーンツダ）           | 日本           |                                   |
| 5            | 2007年8月29日  | ☆    | 6R       | 判定2-1 | 小阿洋一（グリーンツダ）           | 日本           |                                   |
| 6            | 2007年10月31日 | ☆    | 8R       | 判定2-0 | 白石豊土（協栄）                   | 日本           |                                   |
| 7            | 2008年4月22日  | △    | 8R       | 判定1-1 | 山口憲一（ワタナベ）               | 日本           |                                   |
| 8            | 2008年10月4日  | ☆    | 8R       | 判定3-0 | サラゴサ上間（沖縄ワールドリング） | 日本           |                                   |
| 9            | 2009年1月17日  | ☆    | 7R 2:54  | TKO     | 船井龍一（ワタナベ）               | 日本           |                                   |
| 10           | 2009年3月21日  | ☆    | 3R 1:39  | TKO     | ワンパデット・シッサイトーン       | タイ           |                                   |
| 11           | 2009年7月4日   | ☆    | 1R 2:17  | TKO     | 村田匡教（塚原京都）               | 日本           |                                   |
| 12           | 2009年11月7日  | ☆    | 1R 2:02  | TKO     | 上谷雄太（井岡）                   | 日本           |                                   |
| 13           | 2010年3月6日   | ☆    | 1R 1:44  | KO      | 森本一春（江坂）                   | 日本           |                                   |
| 14           | 2010年6月20日  | ☆    | 7R 0:50  | TKO     | 安田幹男（六島）                   | 日本           | 日本バンタム級タイトルマッチ      |
| 15           | 2010年10月24日 | ☆    | 9R 終了  | TKO     | ホセ・シルベイラ                   | メキシコ       |                                   |
| 16           | 2011年3月5日   | ☆    | 10R 1:28 | TKO     | 岩佐亮佑（セレス）                 | 日本           | 日本防衛1                         |
| 17           | 2011年11月6日  | ☆    | 11R 1:28 | TKO     | クリスチャン・エスキベル           | メキシコ       | WBC世界バンタム級王座決定戦       |
| 18           | 2012年4月6日   | ☆    | 12R      | 判定3-0 | ビック・ダルチニアン               | オーストラリア | WBC防衛1                          |
| 19           | 2012年11月3日  | ☆    | 7R 0:36  | KO      | トマス・ロハス                     | メキシコ       | WBC防衛2                          |
| 20           | 2013年4月8日   | ☆    | 12R 1:57 | TKO     | マルコム・ツニャカオ（真正）       | フィリピン     | WBC防衛3                          |
| 21           | 2013年8月12日  | ☆    | 1R 2:40  | KO      | ホセ・ニエベス                     | プエルトリコ   | WBC防衛4                          |
| 22           | 2013年11月10日 | ☆    | 9R 0:25  | KO      | アルベルト・ゲバラ                 | メキシコ       | WBC防衛5                          |
| 23           | 2014年4月23日  | ☆    | 9R 0:11  | TKO     | シュテファーヌ・ジャモエ           | ベルギー       | WBC防衛6                          |
| 24           | 2014年10月22日 | ☆    | 12R      | 判定3-0 | スリヤン・ソー・ルンヴィサイ       | タイ           | WBC防衛7                          |
| 25           | 2015年4月16日  | ☆    | 7R 0:36  | KO      | ディエゴ・サンティリャン           | アルゼンチン   | WBC防衛8                          |
| 26           | 2015年9月22日  | ☆    | 12R      | 判定2-1 | アンセルモ・モレノ                 | パナマ         | WBC防衛9                          |
| 27           | 2016年3月4日   | ☆    | 12R      | 判定3-0 | リボリオ・ソリス                   | ベネズエラ     | WBC防衛10                         |
| 28           | 2016年9月16日  | ☆    | 7R 1:09  | TKO     | アンセルモ・モレノ                 | パナマ         | WBC防衛11・リングマガジン王座獲得 |
| 29           | 2017年3月2日   | ☆    | 7R 0:57  | TKO     | カルロス・カールソン               | メキシコ       | WBC防衛12                         |
| 30           | 2017年8月15日  | ★    | 4R 2:29  | TKO     | ルイス・ネリ                       | メキシコ       | WBC陥落                           |
| 31           | 2018年3月1日   | ★    | 2R 1:03  | TKO     | ルイス・ネリ                       | メキシコ       | WBC世界バンタム級タイトルマッチ   |
| テンプレート |                |      |          |         |                                    |                |                                   |

## 獲得タイトル
- 日本バンタム級王座（防衛1=返上）
- WBC世界バンタム級王座（防衛12）
- リングマガジン世界バンタム級王座

## 受賞歴
- プロ・アマチュア年間表彰
  - 2011年度プロ部門 新鋭賞[64]
  - 2012年度プロ部門 技能賞・KO賞
  - 2013年度プロ部門 最優秀選手賞・KO賞[65]
  - 2014年度プロ部門 技能賞[66]
  - 2015年度プロ部門 技能賞[67]
  - 2016年プロ部門　最優秀選手賞・KO賞・年間最高試合賞[68]
- 湖南市民栄誉賞（2011年）[69]
- 滋賀県プロスポーツ特別賞（2011年）[70]
- 日本プロスポーツ大賞 プロボクシング部門新人賞（2011年）[71]
- 報知プロスポーツ大賞（2012年[72]、2013年[73]、2014年[74]、2015年[75]）
- 日本プロスポーツ大賞 プロボクシング部門殊勲賞（2013年）[76]
- 第18回日刊バトル大賞 ボクシング部門MVP・年間最高試合賞（2013年）[77]
- JBCオフィシャルサポーターズ賞（2013年）[78]
- WBC 2016年2月度月間MVP
- 中野区名誉区民[79]
- イクメン オブ ザ イヤー 2017 スポーツ部門[80]
- 第37回ベスト・ファーザー イエローリボン賞 スポーツ部門（2018年）
- 第10回ベスト・ネクタイスト賞（2018年）